# Jaarboek Heemkundige Kring Ardooie-Koolskamp
Het Jaarboek Heemkundige Kring Ardooie-Koolskamp is een heemkundig jaarboek dat sinds 2005 in Ardooie verschijnt. Het wordt gepubliceerd door de Heemkundige Kring Ardooie-Koolskamp. De focus ligt op lokale en familiegeschiedenis op het grondgebied van Ardooie en Koolskamp.